# 理論、文化與社會
《理論、文化與社會》（Theory, Culture & Society）是一份1982年起出版的英語社會學學術期刊，由SAGE Publications出版，現任主編是倫敦大學金匠學院社會學教授麥可·費瑟斯通（Mike Featherstone）。該期刊收錄社會學理論、文化研究和社會學相關的研究論文。
根據《期刊引證報告》數據顯示，《理論、文化與社會》2011年時的影響因子是1.770，在35份文化研究期刊中排名第1。

## 外部連結
- 《理論、文化與社會》在出版社官網的介紹 （英文）